# Sistema Shanks

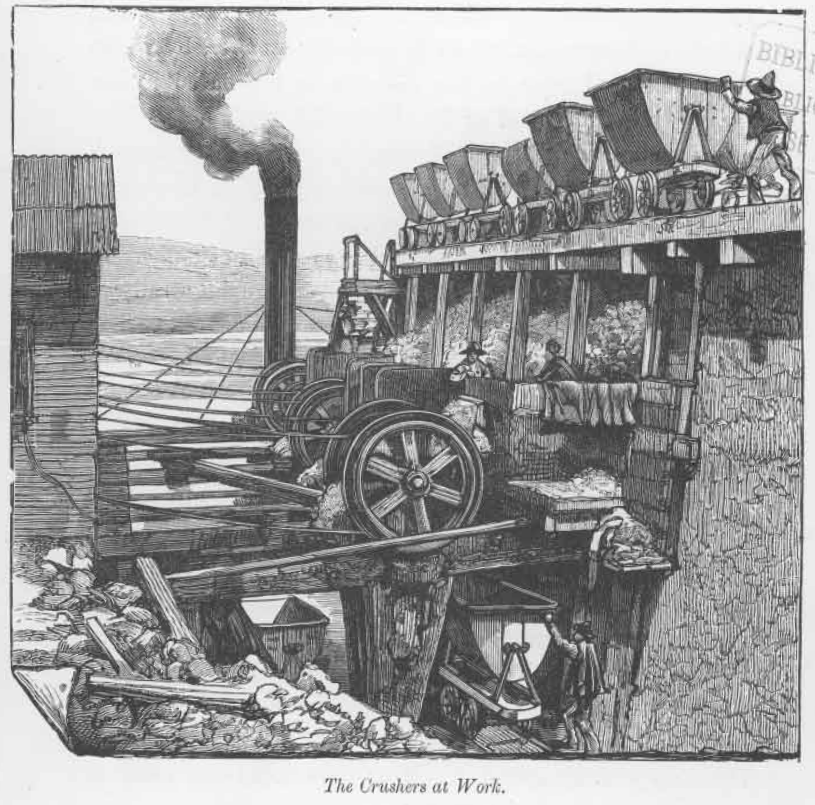
Grabado de una máquina chancadora en acción, Oficina Primitiva (1890).

El sistema Shanks fue un procedimiento de extracción de nitrato o salitre desarrollado por el británico Santiago Humberstone en la segunda mitad del siglo XIX en la región salitrera de Tarapacá, por esos años, sur del Perú y luego bajo la dominación chilena. Este sistema, que fue desarrollado a partir del uso del vapor de agua, reemplazó el antiguo "sistema de paradas" y dio paso a la consolidación de las "oficinas salitreras", que pasaron de ser campamentos provisorios a auténticos asentamientos industriales.

## Historia
Humberstone se había formado en Inglaterra, y antes de partir a Sudamérica había conocido la planta elaboradora de carbonato de soda, que usaba el método económico y racional de lixiviación introducido por James Shanks. Ese método fue el que Humberstone adaptó a la industria del salitre, modificándolo a una producción en calor, en vez de la disolución en frío practicada hasta entonces.
El nuevo sistema fue introducido por Humberstone por primera vez en 1876 en la oficina San Antonio. Rápidamente todas las oficinas fueron incorporando esta innovación técnica, lo que trajo consigo un crecimiento impresionante de la producción salitrera a partir de ese año. Así, mientras en 1878 la producción fue de 323.058 toneladas métricas, en 1883 logró alcanzar las 589.720 toneladas métricas. En 1890, a un año de la guerra civil de 1891, y cuando los intereses salitreros estaban ya en su máxima expresión, la producción llegó a 1.063.277. A comienzos del siglo XX, se duplicó respecto de esta última cifra y, a fines del ciclo de expansión, se aproximaba al triple. El beneficio de este crecimiento llegó a las arcas de las compañías salitreras y a las del fisco chileno en proporciones más o menos similares.

## Procedimiento

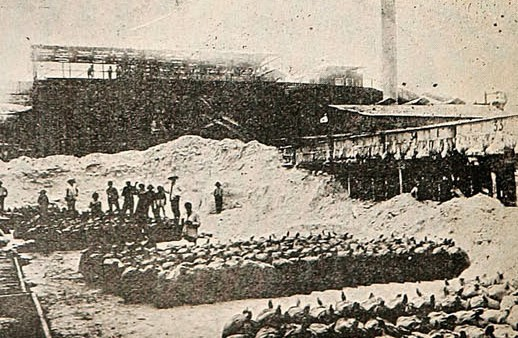
Ensacado del salitre (1902).

Las faenas comenzaban dinamitando el área de extracción del caliche, rompiendo la dura costra del desierto. Luego se trituraba el material obtenido, mediante barras de acero y combos de 25 libras, para después seleccionar el material y trasladarlo en carretas, transportando el caliche hasta los carros de ferrocarril o directamente a la oficina. Allí el material era triturado por máquinas chancadoras hasta lograr un tamaño de 1 a 2 pulgadas. Después pasaba a los estanques de lixiviación (cachuchos), donde era sometido a un proceso de lavado sistemático en circuito cerrado.
Los cachuchos eran calentados por seis a ocho serpentines con vapor de agua a presión, proveniente de calderas. Los caldos resultantes circulaban por el conjunto de cachuchos conectados por sifones, introduciendo los de menor densidad sobre los más densos, logrando de esta manera un lavado casi completo. Finalmente el líquido resultante era enviado a grandes estanques planos, puestos sobre estructuras de madera, para su cristalización por acción solar directa. El material generado por la cristalización, cuyo color variaba desde el blanco puro, hasta blanco con tintes amarillentos, rosado, gris y hasta violeta, una vez secado al sol, era envasado en sacos de yute de 130 a 140 kilos, para su transporte a los puertos de embarque.
Cada vez que se realizaba el procedimiento, los cachuchos debían ser limpiados de los sedimentos que quedaban por obreros desripiadores, quienes semidesnudos paleaban los deshechos que eran transportados a las tortas de ripio. Éstas terminaron siendo tan monumentales que configuraron un paisaje característico de la pampa salitrera, derivado de la explotación minera, acompañado del impacto al ecosistema de la Pampa del Tamarugal que trajo la obtención de combustible para las calderas de las oficinas.